# CZ 75
CZ 75 (původně ČZ 75) je samonabíjecí pistole z produkce České zbrojovky Uherský Brod (CZUB), původně zkonstruovaná pro ráži 9 mm Luger. Byla představena v roce 1975, konstruktérem byl František Koucký. Jako inspirace (především do té doby nevídanou kapacitou dvojřadého zásobníku, 13 nábojů ráže 9 mm Luger) sloužila pistole Browning Hi-Power HP35. Od ní se CZ 75 ovšem konstrukčně liší tzv. klasickou dvoučinnou spouští, která umožňuje první výstřel s nábojem v komoře uskutečnit prostým stlačením spouště bez předchozího ručního natažení kohoutu (tzv. double action, DA). Toto řešení se u velkokapacitní osobní zbraně (u CZ 75 je to 15 nábojů, od roku 1997 16 nábojů) 9 mm Luger v zásobníku + 1 v komoře) objevilo poprvé v historii.[zdroj?] (Revolverovou spoušť u samonabíjecí pistole jako první na světě vymyslel jiný český konstruktér Alois Tomiška, jenž svůj patent přihlásil už v roce 1909; jeho zbraň Little Tom ráže 7,65, resp 6,35 mm Browning ale měla jen jednořadý zásobník, a tedy úzkou zásobníkovou šachtu, jež umožnila její o mnoho jednodušší obestavění konstrukčními prvky spoušťového mechanismu tak, aby se rukojeť pistole stále dala pohodlně uchopit.). Další odlišností je také vnitřní vedení závěru v těle pistole.
CZ 75 je po americké armádní pistoli Colt M1911 A1 z dílny Johna Mosese Browninga (který zkonstruoval i HP-35) druhou nejkopírovanější pistolí všech dob, jednou ze skupiny osobních samonabíjecích zbraní Wonder Nine (tedy zázračných devítek), které zásadně narušily do té doby panující hegemonii pistolí ráže .45 ACP. Vzhledem k situaci v tehdejším komunistickém Československu byly výrobky využitelné ve zbrojním průmyslu patentovány tajně, takže takový patent měl platnost pouze na území Československa. Systém pistole CZ 75 nebyl nikdy pro zahraničí patentován, a proto mohl být beztrestně kopírován kdekoliv na světě.
CZ 75 používá uzamčený závěr typu Browning s uzamykacími žebry před nábojovou komorou. Pistole má poměrně nízký zdvih při výstřelu díky poměrně nízko situované ose hlavně. Většina modelů má možnost jednočinné střelby (single action – SA) i dvojčinné střelby (double action – DA), ale existují i varianty pro vysloveně instinktivní sebeobrannou palbu na krátkou vzdálenost (double action only – DAO), kde na zbrani zcela chybí palečník pro manuální natažení kohoutu; minimalizuje se tím možnost zadrhnutí pistole o oděv při rychlém až překotném tažení z pouzdra či např. kabelky; uživatel musí při každém výstřelu překonat vyšší odpor spouště, čímž je prakticky vyloučena možnost nechtěného výstřelu. Některé modely jako např. CZ 75BD nebo CZ 75D jsou místo manuální pojistky vybaveny vypouštěním kohoutu (označení D znamená decock – vypouštění kohoutu). Značení CZ 75B se začalo používat začátkem 90. let z důvodu zavedení nového bezpečnostního prvku – blokace úderníku, jejímž konstruktérem byl Ing. Václav Polanský. Blokace zvýšila bezpečnost používání této zbraně s nábojem v komoře.
Pistolí je vyzbrojeno množství ozbrojených složek na celém světě, ale do československých ozbrojených sil v době svého vzniku přijata nebyla z důvodu tehdy nevyhovující ráže (armády Varšavské smlouvy používaly převážně ráži 7,62mm). Její modernizovaná verze CZ 75D Compact byla zavedena do výzbroje Policie ČR až v roce 2001.
Miliontá pistole modelové řady CZ 75 byla vyrobena na podzim 2007.

## Vznik a vývoj

### Před rokem 1989
František Koucký získal na některá konstrukční řešení pistole čtyři patenty (autorská osvědčení):
- č. 1310/1975 Zádržka zásobníku pro střelné zbraně, zejména automatické pistole s vyjímatelným zásobníkem
- č. 1316/1975 Dvoučinný spoušťový mechanismus pro střelné zbraně
- č. 1317/1975 Pojistka pro střelné zbraně, zvláště pro automatické pistole
- č. 1347/1975 Záchyt závěru pro automatické střelné zbraně, zvláště pro automatické pistole

Rozhodnutím neznámé osoby z důvodu závažnosti obsahu první patentové přihlášky došlo v České zbrojovce k rozhodnutí uvést všechny čtyři patenty jako tajné. Tyto patenty nebyly běžně přístupné a také je nebylo možné přihlásit k patentové ochraně v zahraničí. Jelikož armáda, z důvodu jí nepoužívaného střeliva 9×19 mm Parabellum, zájem o pistoli neprojevila a bylo zjevné že pistole bude určena prakticky výhradně pro export, bylo v srpnu 1979 v České zbrojovce rozhodnuto o odtajnění patentů. K odtajnění patentů bohužel nedošlo z důvodu lidské chyby na Úřadu pro vynálezy a objevy. CZ 75 se tak objevila na zahraničních trzích bez patentové ochrany, což díky její popularitě využilo mnoho konkurenčních výrobců k více či méně přesnému okopírování konstrukce. CZ 75 se tak stala druhou nejkopírovanější pistolí po Coltu M1911.

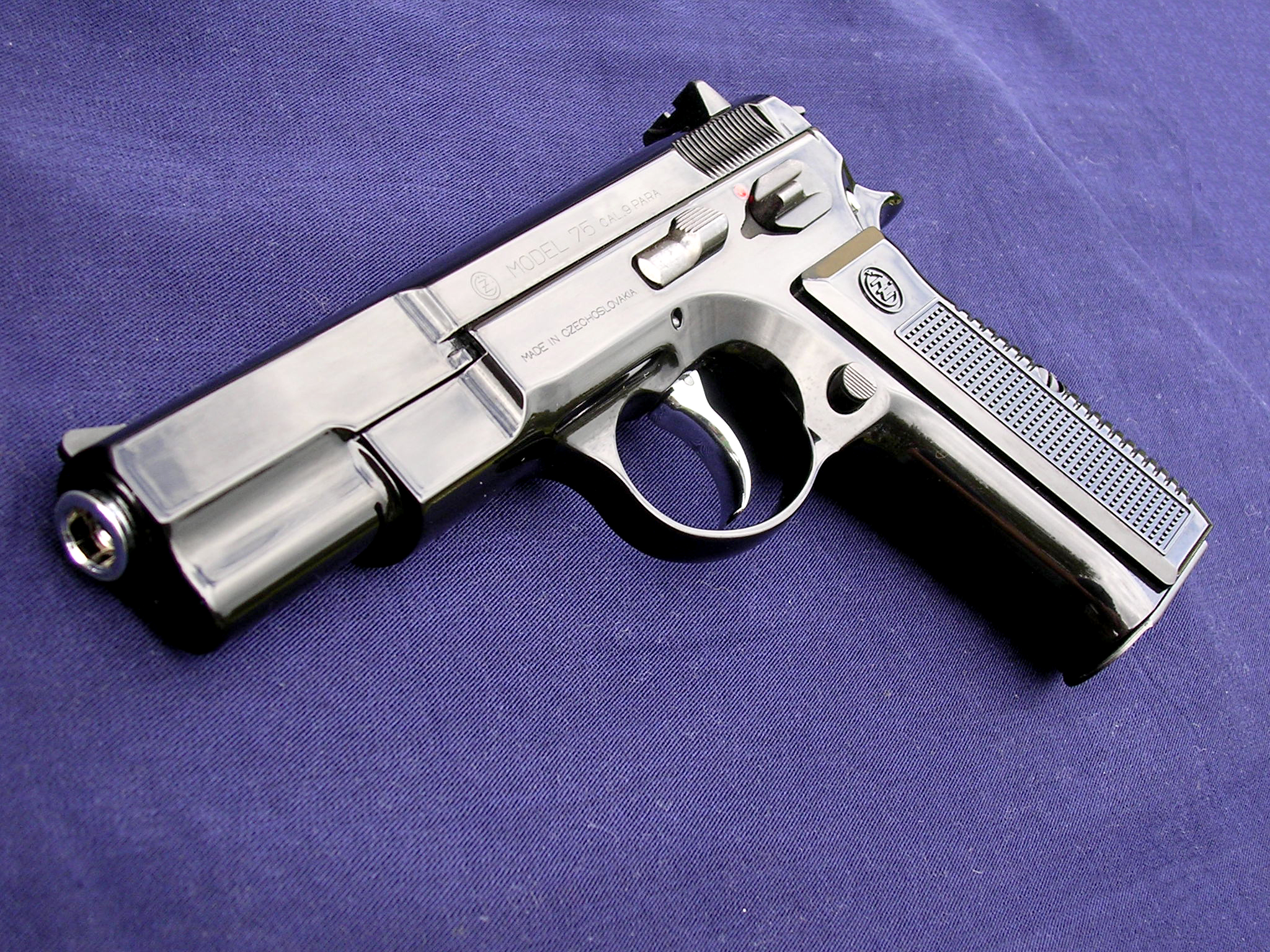
Pistole CZ 75 první generace

Sériová výroba měla původně začít během roku 1975. Z důvodu počátečních problémů nakonec začala až v roce 1977. Do té doby byla vyrobena pouze malá ověřovací série (do 100 kusů), která byla povětšinou expedována do zahraničí. První sériové varianty (první generace), která byla vyráběna od roku 1977 do roku 1980 bylo i přes velký zahraniční zájem vyrobeno pouze cca 18000 kusů. Charakteristickými rysy první generace bylo krátké vedení závěru, zúžená přední část těla i závěru, kohout bez pojistného ozubu a jazýček spouště bez svislých drážek. Výrobní řada začínala číslem 10101. V polovině roku 1980 došlo k přidání bezpečnostního ozubu kohoutu a zmenšení šířky jeho palečníku o 2,1 mm. Dále byla zesílena přední část závěru a prodlouženo jeho vedení v rámu na 143 mm. Toto druhé sériové provedení (druhá generace) bylo vyráběno až do roku 1992. Úpravy tohoto provedení na základě požadavků turecké policie (např. hranatý lučík či zaoblený palečník kohoutu) byly později použity u modelu CZ 85 a další modernizace pistole během devadesátých let. V roce 1985 byl ve třech provedeních představen nový model CZ 85, který měl oboustrannou pojistku a záchyt závěru (obojí s novým tvarem). Provedení Combat mělo hranatý tzv. combatový lučík, který se od roku 1989 stal běžným pro všechny CZ 85. Nový model dostal své vlastní číslování. K roku 1985 tak Česká zbrojovka nabízela, vzhledem k různým povrchovým úpravám a dvou variantám střenek, celkem 9 provedení CZ 75 a 4 provedení CZ 85. Do roku 1992 Česká zbrojovka vyrobila 287 000 kusů pistole CZ 75 a 32 000 kusů CZ 85.

### Po roce 1989
Model CZ 85 se v devadesátých letech stal základem pro kompaktní a polokompaktní varianty. Projekt jejich vývoje začal roku 1988 pod vedením Václava Polanského, který byl hlavním konstruktérem CZ 85. Výsledkem vývoje byl model CZ 75 Compact z roku 1992, opatřený hranatým lučíkem, kulatým kohoutem s otvorem, o 20 mm zkrácenou hlavní a závěrem, rukojetí pak zkrácenou o 10 mm a tím i kapacitou menší o 2 náboje. Ve stejnou dobu byl uveden také model CZ 75 Semicompact, který měl tělo standardního modelu, ale hlaveň a závěr z modelu Compact. Tyto a další změny byly dále uplatněny u další generace základního modelu. Hlavní úpravou bylo přidání automatické blokace zápalníku, značené písmenem B v názvu zbraně (např. CZ 75 B). Další úpravy pak byly: hranatý lučík, kulatý kohout s otvorem, šikmé napínací drážky závěru, lisované vedení hlavně, nový tvar a upevnění mušky. V roce 1996 začaly být vyráběny modely pistole s vypouštěčem napnutého kohoutu (tzv. decocking) namísto pojistky. Toho je vyznačeno písmenem D v názvu modelu. V této modifikaci pak byly vyráběny modely standardních, kompaktních i subkompaktních provedení. Většina modelů CZ 75 byla během devadesátých let vyráběna i v ráži .40 SW. A pro snadnější trénink vytvořil Antonín Zendl konverzní sadu CZ 75 Kadet pro použití nábojů .22 LR, vyráběnou od roku 1994 (prodávány byly nejen sady, ale i celé pistole). Především pro trh v USA vznikly pistole CZ 97 B a CZ 97 BD pro střelivo .45 ACP se zvětšeným tělem a CZ 40 P v ráží .40 S&W. Na podzim 1999 bylo zavedeno výrobní provedení s tělem z hliníkové slitiny, které bylo vyráběno jen krátce. Subkompaktní model na bázi CZ 2075 RAMI se zásobníkem na 10 nábojů 9mm Luger nebo 8 nábojů 40 S&W a rámem z hliníkové slitiny byl vyráběn od roku 2003 . Označení CZ 2075 RAMI P nese varianta s polymerovým rámem.

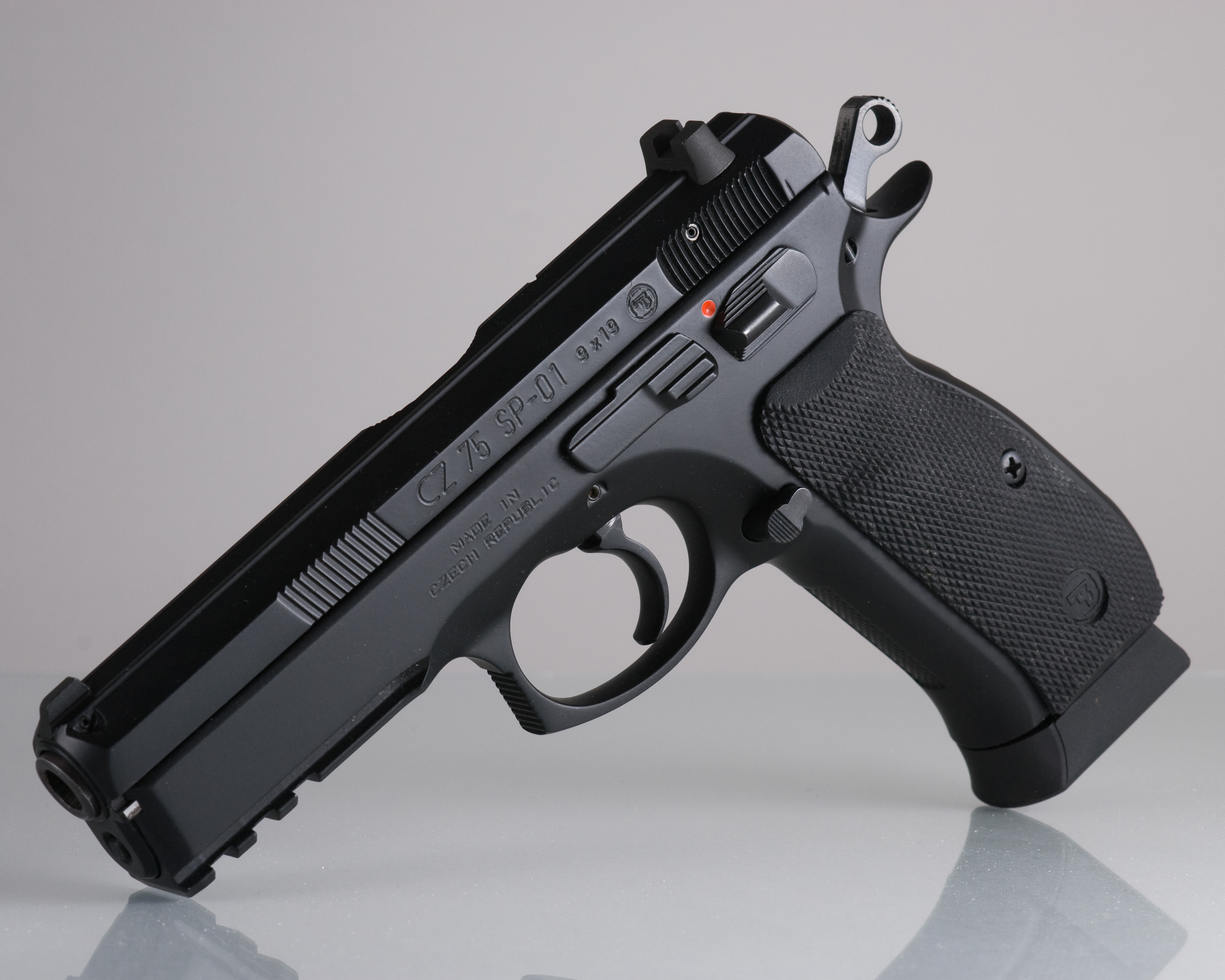
Pistole CZ 75 SP-01 Shadow

Pro sportovní účely vznikly pod vedením konstruktéra Stanislava Střižíka postupně jednočinné modely CZ 75 Champion, CZ 75 SA a CZ 75 B SA. Modely CZ 75 Standard IPSC a CZ 75 Modified IPSC již měly zvětšenou přední část těla podobně jako CZ 97. Vyráběna byla také samočinná varianta pod názvem CZ 75 Automatic. Přepracováním podavače nábojů bylo u standardních i kompaktních modelů dosaženo zvýšení kapacity o 1 náboj. Od přelomu tisíciletí byl pro Policii ČR vyráběn model CZ 75 D Compact opatřený v přední části těla lištou standardu MIL-STD-1913 pro upevnění příslušenství. Dalším vývojem vznikl v roce 2010 CZ 75 D Compact s upraveným zjednodušeným spoušťovým mechanismem Ω (Omega). A o pět let později z něho odvozený model CZ P-01 Ω s upravenými ovládacími prvky, který se stal základem dalšího vývoje. Souběžně dál pokračovala produkce pistolí s klasickým mechanismem (např. CZ P-01 Steel). Na základě CZ P-01 Ω byl vytvořen model standardní velikosti CZ SP-01 se zásobníkem se zvětšenou kapacitou na 18 nábojů 9 mm Luger. Ten byl vybaven oboustrannou manuální pojistkou, zatímco varianta CZ SP-01 Tactical oboustrannou páčkou vypouštění kohoutu.
Ve spolupráci se střeleckým družstvem České zbrojovky byla vytvořena sportovní pistole bez blokace zápalníku CZ 75 SP-01 Shadow (česky Stín), která byla uvedena na trh v roce 2006. Dalším modelem odvozeným z pistole CZ SP-01 je od roku 2008 vyráběný CZ 75 SP-01 Phantom s polymerovým rámem. Pistole je první z modelové řady CZ 75 s možností výměny hřbetu rukojeti. Dále je vybavena levostrannou páčkou vypouštění kohoutu a pro řadu SP-01 typickým dlouhým rámem s lištou standardu MIL-STD-1913 pro upevnění příslušenství. Hlavním odběratelem těchto pistolí se po roce 2010 stala Armáda České republiky. Další evolucí sportovních modelů vznikly pistole CZ 75 Tactical Sports, CZ 75 TS Orange, CZ 75 TS Czechmate, CZ 75 TS 2 a CZ SP-01 Shadow Orange. V roce 2016 pak byla na trh uvedena sportovní pistole CZ Shadow 2.
Kompaktní pistole CZ 75 P-07 Duty jejíž výroba začala v roce 2008 se sice původně odkazovala na CZ 75 názvem, ale konstrukčně se již jedná o jinou pistoli (název byl později změněn na CZ P-07). P-07 Duty je kompaktní pistole s polymerovým rámem a SA/DA spoušťovým mechanismem Omega s manuální pojistkou nebo vypouštěním kohoutu (s možností uživatelské výměny). Uzamykání je zde řešeno kvádrovým zakončením hlavně uzamykajícím se do výhozného okénka v závěru. Pokles hlavně při otevření závěru je zde realizován otevřenou kulisou. Rám zbraně má v přední části lištu MIL-STD-1913. CZ P-09 je pak konstrukčně stejná pistole ve standardní velikosti. Oba typy mají výměnné hřbety rukojeti.

## Technické údaje
- Typ: samonabíjecí pistole
- Místo původu: Československo
- Navrženo: 1975

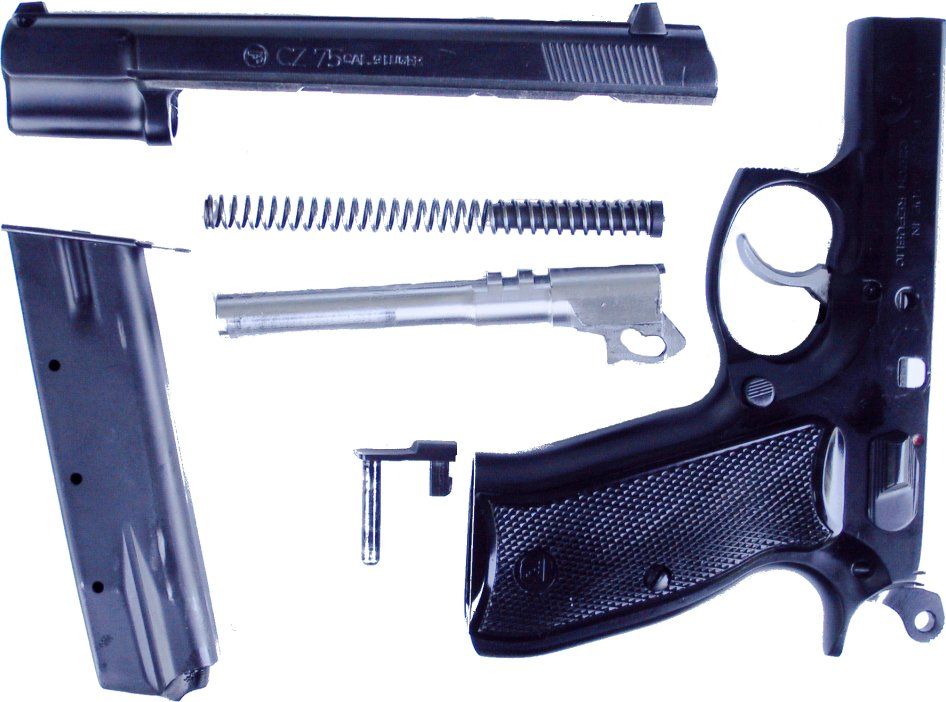
CZ 75 rozebraná k čištění.

- Výrobce: České zbrojovky Uherský Brod (CZUB)
- Výroba: 1975 – současnost
- Ráže: 9x19mm Parabellum, 9x21mm IMI ,.40 S&W
- Kapacita zásobníku: 10, 15, 16 nábojů
- Délka: 206 mm
- Výška: 138 mm
- Šířka: 35 mm
- Hmotnost bez nábojů: 	1000 g
- Hmotnost nabité zbraně: 1300 g

## Varianty

### Standardní velikost
- CZ 75 – originální model, který lze poznat podle kulatého lučíku
- CZ 75B – druhá generace CZ 75, která je vybavena blokací zápalníku a také je později změněn tvar lučíku na hranatý se zdrsněním.
- CZ 75 SA – jednočinná varianta (od 2001)[10]
  - CZ 75 B SA – jednočinná spoušť, blokace zápalníku[10]

- CZ 85 – CZ 75 zmodernizovaná o oboustranné ovládání záchytu závěru a pojistky pro praváky i leváky
- CZ 85B – stejná jako CZ 85, ale opatřena navíc blokací úderníku
- CZ 85 Combat

- CZ 75BD Police – zbraň opatřena výstražníkem, blokováním zápalníku a vypouštěním kohoutu místo pojistky
- CZ 75B Ω – pistole s novým zjednodušeným spoušťovým mechanismem Omega, jehož díly byly výrobně radikálně zjednodušeny.

- CZ 75 SP-01 – CZ 75 opatřena oboustranným ovládáním pojistky montážní lištou s drážkami MIL-STD-1913 pro svítilnu případně laserový zaměřovač a další příslušenství. Mezi další novinky patří tritiová mířidla, zvýšená kapacita zásobníku na 18 nábojů. Často používána také pro sportovní střelbu IPSC (International Practice Shooting Confederation) v divizi Production.
- CZ 75 SP-01 Tactical – oproti SP-01 je opatřena vypouštěním úderníku místo pojistky, vše ostatní je shodné.
- CZ 75 SP-01 Phantom – jedná se o nový model s polymerovým tělem představený v roce 2008. Vychází u modelu CZ 75 SP-01 Tactical. Díky použití plastového rámu je hmotnost zbraně snížena na 800g. Na veletrhu IDEB 2008 získala zbraň nejvyšší ocenění Grand Prix v kategorii "Výzbroj, munice a technika".

- CZ 97 B
- CZ 97 BD

- CZ 75 Automatic

### Kompaktní a subkompaktní modely

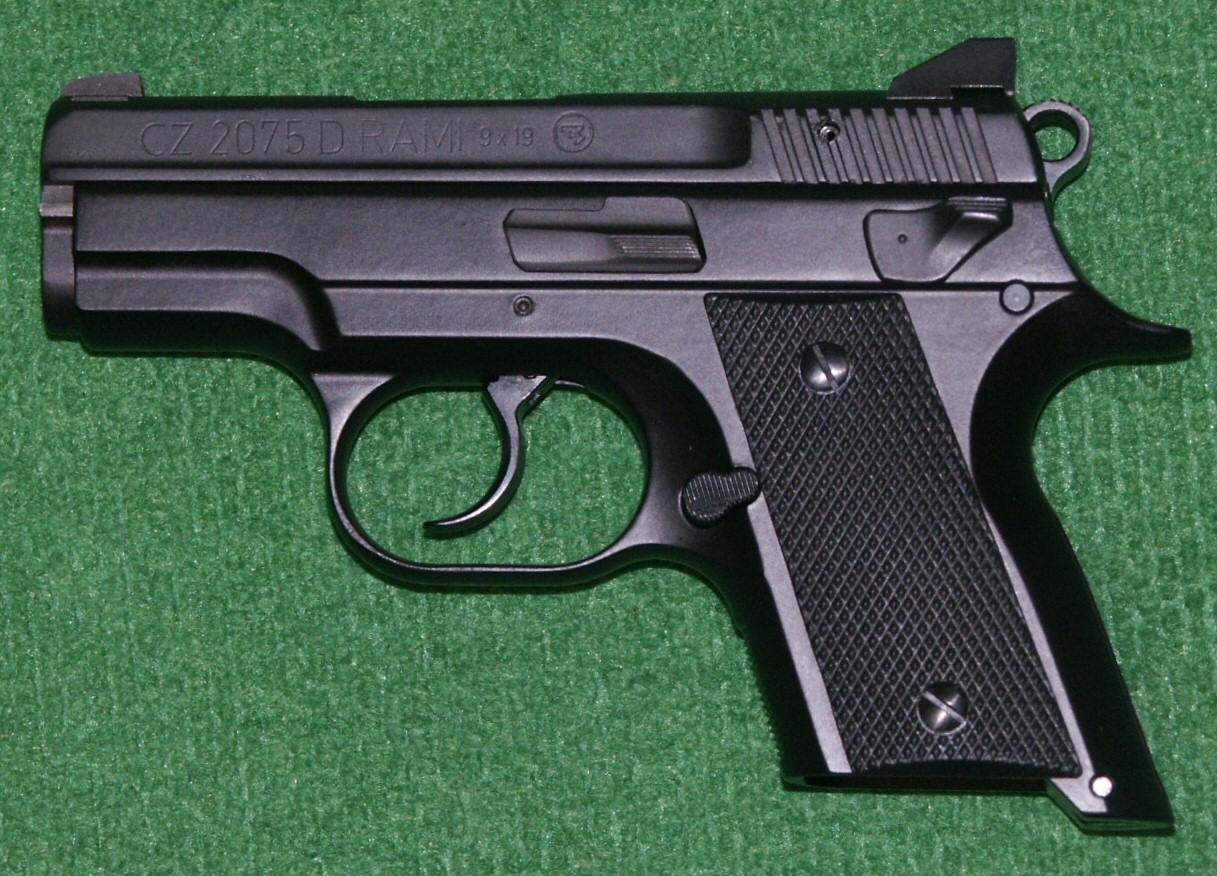
CZ 2075 RAMI

- CZ 75 Compact – zmenšený model standardní CZ 75, hlaveň se závěrem je o 20 mm kratší a rukojeť se zásobníkem o 10 mm, lze použít i standardní zásobníky
- CZ 75 Semicompact – podobně jako u verze Compact hlaveň se závěrem kratší o 20 mm, ale rukojeť se zásobníkem ponechána stejně dlouhá jako u standardní CZ 75
- CZ 75D Compact – rám zbraně je vyroben ze slitiny místo z oceli kvůli snížení hmotnosti zbraně a dále je zbraň vybavena vypouštěním kohoutu místo pojistky a výstražníkem.
- CZ 85B Compact

- CZ 2075 RAMI – subkompaktní model
- CZ 2075 RAMI BD – subkompaktní model s blokací zápalníku a vypouštěním kohoutu
- CZ 2075 RAMI P – rám zbraně vyrobený z polymeru

### Sportovní modely
- CZ 75 Champion
- CZ 75 Standard IPSC – pro IPSC divizi Standard (od 1998)[10]
- CZ 75 Modified IPSC – pro IPSC divizi Modified (od 1998)[10]
- CZ 75 Tactical Sports – konstrukčně upravená CZ 75 Standard pro soutěžní střelbu dle pravidel IPSC v divizi Standard, výroba od roku 2005.[10]
- CZ 75 SP-01 Shadow – varianta SP-01 upravená pro lepší držení větším vybráním pod „bobřím ocasem“ a uvnitř lučíku, pro hladší chod spouště a menší odpor byla odstraněna blokace zápalníku. Mířidla jsou opatřená světlovodnou muškou.
- CZ TS Orange[11]
- CZ TS 2
- CZ TS 2 Orange
- CZ Shadow 2 – představuje další generaci dnes již legendárního modelu CZ 75 SP-01 Shadow. Zbraň byla vyvíjena ve spolupráci s elitními IPSC střelci týmu České zbrojovky
  - CZ Shadow 2 SA[12]
  - adaptér CZ Shadow 2 Kadet[13]
- CZ Shadow 2 Orange

### Výroční modely
- CZ 75 B Silver Anniversary[14]
- CZ 75 B Limited Edition[14]
- CZ 75 B Operace Anthropoid[14]
- CZ 75 B 40th Anniversary[14]
- CZ 75 B 45th Anniversary[14]
- CZ 75th Anniversary[14]
- 45th Anniversary[14]
- CZ 75 Republika[14][15][16][17]
- CZ 75 TOBRUK[18][19]
- CZ 75 SP-01 Shadow 85th Anniversary[20]
- CZ 75 „Řád Bílého lva“[21][22]
- CZ 75 Pocta legendám[23]

## Uživatelé
- Česko – Armáda ČR, Policie ČR
- Slovensko – Policejní sbor Slovenské republiky, Železniční policie, Vojenská policie, Sbor vězeňské a justiční stráže, Slovenská informační služba, Národní bezpečnostní úřad, Městská policie [zdroj⁠?!]
- USA – několik policejních útvarů
- Turecko – Turecká policie
- Litva – litevské ozbrojené síly

## Kopie
- Bren Ten
- Tanfoglio P9 [24]
- DWX[25]
- Jericho 941
- Norinco NZ-75